# Грек, Максим Викторович
Макси́м Ви́кторович Грек (рум. Maxim Grek; род. 26 мая 1993, Шофрынканы, Единецкий район) — казахстанский и российский футболист, защитник.

## Биография
Уроженец Молдавии, с 2002 года занимался в ДЮСШ-80 Бибирево (с 2014 — ДЮСШ «Спортивно-адаптивная школа»). В 2007—2008 годах был в СДЮСШОР мини-футбольного ЦСКА, в 2008—2009 — в ДЮСШ «Химки», в 2009—2010 — в СДЮШОР «Москва» им. В. Воронина.
В сезонах 2011/12 и 2012 играл в первенстве ЛФК за «Химки-М» и «Столицу». В июле 2013 перешёл в казахстанский клуб «Ордабасы» Чимкент, за который провёл один матч в чемпионате — 1 сентября в турнире за 1-6 места в домашнем матче против «Шахтёра» Караганда (4:0) вышел на замену на 69-й минуте. Первую половину сезона-2014 провёл в клубе первой лиги «Байтерек» Астана, но на поле не выходил. Затем играл за любительский клуб СДЮСШ «Метеор» Балашиха. С сентября 2016 по март 2017 провёл 10 матчей в чемпионате Крыма за «Рубин» Ялта, потом вновь играл за СШ «Метеор». В марте 2019 перешёл в латвийский клуб первой лиги «Супер Нова» Рига, в июле — в команду высшей лиги «Даугавпилс».
В феврале 2020 подписал контракт с клубом чемпионата Белоруссии «Белшина». Покинул белорусский клуб в ноябре 2020 года.
С февраля по август 2021 года выступал в чемпионате Таджикистана за «Худжанд» 14 мая того же года дебютировал во втором по значимости клубном турнире Азии, полностью отыграв матч группового раунда Кубка АФК против туркменского «Алтын асыра» (2:2).

## Сборная
В составе молодёжной сборной Казахстана провёл два матча в отборочном турнире. Провёл два матча на Кубке Содружества 2014 к чемпионату Европы 2015 — сыграл полный матч против Франции (0:5) и две минуты — против Исландии (0:2).